# Никола Червениванов
Никола Червèнивàнов (Цървениванов) (изписване до 1945 година: Никола Червенъ-Ивановъ) е български учен химик, преподавател, общественик, политик, стопански деец, член на Върховния македонски комитет, кмет на Русе.

## Биография
Никола Червениванов е роден на 27 ноември стар стил 1863 година в будния български град Кукуш, днес в Гърция. През август 1880 година заминава да учи в София заедно с още шестима кукушки младежи (Христо Станишев, Милош Станишев, Гоце Делииванов, Дионисий Бучков, Петър Х. Динев и Гоце Ковачев от Елешково), като това става по покана на директора на новооткритата предишната година Софийска класическа гимназия Георги Стаменов към кукушани да изпратят ученици. Завършва гимназията през 1885 година. Учителства известно време в родния си град Кукуш. След това следва естествени науки (два семестъра) в Цюрих, Швейцария, а после химия в университета в Лайпциг, Германия, където завършва в 1892 г. Доктор е на Лайпцигския университет.

### Професионална дейност
След завръщането си в България постъпва като извънреден преподавател по органична химия във Висшето училище (сега Софийски университет „Свети Климент Охридски“). Работи там от 1 октомври 1892 до 31 юли 1894 г., когато извънредните преподаватели са освободени, и тогава става учител в Първа мъжка гимназия. От 1896 година работи в Гражданската санитарна дирекция като химик по минералните води. Задълбочените му изследвания на минералните извори в Панчарево (1896) и Меричлери (1897) са публикувани в Държавен вестник и в отделна книга. При командировки в Германия проучва освен темата за минералните води, също и възможностите за създаване в България на централна лаборатория за нуждите на земеделието, особено за семепроизводството и проучването на почвите. През 1898 г. участва в конференция на баварските представители на приложната химия в Германия.
Заема се с реализация на идеята си за индустриално производство в България на качествен и безвреден оцет. Получава разрешение от Министерския съвет за инсталация за добиване на оцет от спирт чрез култивиране на оцетни бактерии (29 април 1900 г.) и преустройва за целта част от жилището си. В съдружие с Ив. Н. Хадокиенов основава производствената фирма „Безим. акц. д-во „Оцет“, София (1901 г.), с приложността на изследванията на химическата наука привлича големи акционери и капитали и започва производството още същата година; неговият „евтин, здрав и безвреден“ оцет е посрещнат със задоволство от столичани.
През 1906 г. строи фабрика в Русе и се премества със семейството си да живее в града. От 1911 г. тя става собственост на русенска фамилия, преобразува се в АД „Оцет“, но директор продължава да е д-р Никола Червениванов. През следващите години той се изявява като виден общественик.
През 1931 г. се премества със семейството си във Видин, където през 1932 г. открива фабрика за винен оцет.
Негов роднина, Асен Христов Червениванов, по-късно е собственик на най-голямата фабрика за оцет в България в квартал Павлово.
Участва в конгресите на българските химици до края на живота си.

### Обществена и политическа дейност
На Третия конгрес на Македонската организация в България в 1896 година е избран за член на Върховния комитет.
През 90-те години на XIX век е в приятелския кръг около Алеко Константинов „Весела България“, където разказва случки от живота си в чужбина, включително и за срещата си с чичото на своя трагично загинал приятел Петър Раданов – Бончо Раданов, считан за прототип на Бай Ганьо. Участва в екскурзиите, името му се споменава в станалата историческа покана за изкачване на Черни връх на 27 август 1895 г. редом с това на Иван Вазов и др. като един от „опитните пешеходи“, чието присъствие мотивира участниците.
През 1904 г. става съдружник на Георги Николов, собственик на вестник „Дневник“, като по-късно (1907 г.) той минава в ръцете на Атанас Дамянов.
Член е на Националлибералната партия. Участва в Деветоюнския преврат в 1923 година в Русе.
В Русе д-р Никола Червениванов е виден общественик, избиран многократно за общински окръжен съветник. Действителен член е на Русенската търговско-индустриална камера (1924), председател на русенския клон на БИД (1926).
На 12 март 1929 година става кмет на Русе. Като кмет той продължава политиката на предшественика си Панайот Константинов, но е с по-мек характер, по-толерантен към опонентите си и е по-чувствителен към социалните проблеми. Затова допринася и фактът, че единият от помощник-кметовете е представител на левицата – Сава Кадемов, член на Социалдемократическата партия.
Д-р Никола Червениванов управлява в разгара на Световната икономическа криза, когато на преден план излизат социалните проблеми – бедността и безработицата. Бюджетът е рестриктивен, насочен към икономии. В тази връзка са и усилията на кмета да се стопанисват по-ефективно общинските имоти. С бюджетни средства и кредити д-р Червениванов полага усилия да задоволи поне отчасти неотложните нужди на бедните и част от безработните, а за други общината осигурява сезонна работа през летните месеци. Поради кризата се спира изграждането на нови обекти. С кредит от Захарната фабрика се довършва павирането на източната изходна артерия – улица „Доростол“, по която се осъществява връзката с централната част на града. Довършва се трайната настилка и по други улици, водещи към центъра.
Дейността на Червениванов като кмет се затормозява и от постоянните политически боричкания в общинския съвет. Най-активни в тях са представителите на Демократическия сговор, които не могат да се примирят с ролята си на опозиция. На 12 декември 1930 г. Червениванов е бламиран и заменен от своя съпартиец Васил Кръстев.
По негова инициатива в края на 1930 г. в Русе се формира Учредителен комитет, довел до създаване на първия яхт-клуб в България – русенския. Избран е за негов почетен член.
Според Михаил Думбалаков в София д-р Червениванов при безкрайната си честност и неоспорим обществен престиж и граждански добродетели има страст към хазарта.
Никола Червениванов умира през 1939 г. в Германия.

### Награди
- Народен орден за гражданска заслуга (1929), признание за заслугите му за развитието на индустрията и по повод 50-годишнината от Освобождението.[1]
- Орден „Св. Александър“ (1937), по повод 100 години българска индустрия.[1]

## Родословие
|                    |                    |                    |                    |                                   |                                   |                                   |                                   |                                   |                                   |                   |                   |                   |                   | (Иван?) Червениванов | (Иван?) Червениванов | (Иван?) Червениванов | (Иван?) Червениванов | (Иван?) Червениванов | (Иван?) Червениванов |                   |                   |  |  |                                 |                                 |                                 |                                 |                                 |                                 |  |  |                               |                               |                               |                               |                               |                               |  |  |                          |                          |                          |                          |                          |                          |  |  | Георги Червениванов | Георги Червениванов | Георги Червениванов | Георги Червениванов | Георги Червениванов              | Георги Червениванов              |                                  |                                  | Мария Червениванова              | Мария Червениванова              | Мария Червениванова | Мария Червениванова | Мария Червениванова | Мария Червениванова |  |  |                              |                              |                              |                              |                                    |                                    |                                    |                                    |                                    |                                    |                                  |                                  |                                  |                                  |  |  |  |  |  |  |  |  |  |  |  |  |  |  |  |  |  |  |  |  |  |  |
|                    |                    |                    |                    |                                   |                                   |                                   |                                   |                                   |                                   |                   |                   |                   |                   | (Иван?) Червениванов | (Иван?) Червениванов | (Иван?) Червениванов | (Иван?) Червениванов | (Иван?) Червениванов | (Иван?) Червениванов |                   |                   |  |  |                                 |                                 |                                 |                                 |                                 |                                 |  |  |                               |                               |                               |                               |                               |                               |  |  |                          |                          |                          |                          |                          |                          |  |  | Георги Червениванов | Георги Червениванов | Георги Червениванов | Георги Червениванов | Георги Червениванов              | Георги Червениванов              |                                  |                                  | Мария Червениванова              | Мария Червениванова              | Мария Червениванова | Мария Червениванова | Мария Червениванова | Мария Червениванова |  |  |                              |                              |                              |                              |                                    |                                    |                                    |                                    |                                    |                                    |                                  |                                  |                                  |                                  |  |  |  |  |  |  |  |  |  |  |  |  |  |  |  |  |  |  |  |  |  |  |
|                    |                    |                    |                    |                                   |                                   |                                   |                                   |                                   |                                   |                   |                   |                   |                   |                      |                      |                      |                      |                      |                      |                   |                   |  |  |                                 |                                 |                                 |                                 |                                 |                                 |  |  |                               |                               |                               |                               |                               |                               |  |  |                          |                          |                          |                          |                          |                          |  |  |                     |                     |                     |                     |                                  |                                  |                                  |                                  |                                  |                                  |                     |                     |                     |                     |  |  |                              |                              |                              |                              |                                    |                                    |                                    |                                    |                                    |                                    |                                  |                                  |                                  |                                  |  |  |  |  |  |  |  |  |  |  |  |  |  |  |  |  |  |  |  |  |  |  |
|                    |                    |                    |                    |                                   |                                   |                                   |                                   |                                   |                                   |                   |                   |                   |                   |                      |                      |                      |                      |                      |                      |                   |                   |  |  |                                 |                                 |                                 |                                 |                                 |                                 |  |  |                               |                               |                               |                               |                               |                               |  |  |                          |                          |                          |                          |                          |                          |  |  |                     |                     |                     |                     |                                  |                                  |                                  |                                  |                                  |                                  |                     |                     |                     |                     |  |  |                              |                              |                              |                              |                                    |                                    |                                    |                                    |                                    |                                    |                                  |                                  |                                  |                                  |  |  |  |  |  |  |  |  |  |  |  |  |  |  |  |  |  |  |  |  |  |  |
|                    |                    |                    |                    | Никола Червениванов (1863 – 1939) | Никола Червениванов (1863 – 1939) | Никола Червениванов (1863 – 1939) | Никола Червениванов (1863 – 1939) | Никола Червениванов (1863 – 1939) | Никола Червениванов (1863 – 1939) |                   |                   |                   |                   |                      |                      |                      |                      |                      |                      |                   |                   |  |  | Христо Червениванов (1857 – ?)  | Христо Червениванов (1857 – ?)  | Христо Червениванов (1857 – ?)  | Христо Червениванов (1857 – ?)  | Христо Червениванов (1857 – ?)  | Христо Червениванов (1857 – ?)  |  |  |                               |                               |                               |                               |                               |                               |  |  |                          |                          |                          |                          |                          |                          |  |  |                     |                     |                     |                     | Теньо Червениванов (1870 – 1947) | Теньо Червениванов (1870 – 1947) | Теньо Червениванов (1870 – 1947) | Теньо Червениванов (1870 – 1947) | Теньо Червениванов (1870 – 1947) | Теньо Червениванов (1870 – 1947) |                     |                     |                     |                     |  |  |                              |                              |                              |                              | Иван Червениванов (около 1855 – ?) | Иван Червениванов (около 1855 – ?) | Иван Червениванов (около 1855 – ?) | Иван Червениванов (около 1855 – ?) | Иван Червениванов (около 1855 – ?) | Иван Червениванов (около 1855 – ?) |                                  |                                  |                                  |                                  |  |  |  |  |  |  |  |  |  |  |  |  |  |  |  |  |  |  |  |  |  |  |
|                    |                    |                    |                    | Никола Червениванов (1863 – 1939) | Никола Червениванов (1863 – 1939) | Никола Червениванов (1863 – 1939) | Никола Червениванов (1863 – 1939) | Никола Червениванов (1863 – 1939) | Никола Червениванов (1863 – 1939) |                   |                   |                   |                   |                      |                      |                      |                      |                      |                      |                   |                   |  |  | Христо Червениванов (1857 – ?)  | Христо Червениванов (1857 – ?)  | Христо Червениванов (1857 – ?)  | Христо Червениванов (1857 – ?)  | Христо Червениванов (1857 – ?)  | Христо Червениванов (1857 – ?)  |  |  |                               |                               |                               |                               |                               |                               |  |  |                          |                          |                          |                          |                          |                          |  |  |                     |                     |                     |                     | Теньо Червениванов (1870 – 1947) | Теньо Червениванов (1870 – 1947) | Теньо Червениванов (1870 – 1947) | Теньо Червениванов (1870 – 1947) | Теньо Червениванов (1870 – 1947) | Теньо Червениванов (1870 – 1947) |                     |                     |                     |                     |  |  |                              |                              |                              |                              | Иван Червениванов (около 1855 – ?) | Иван Червениванов (около 1855 – ?) | Иван Червениванов (около 1855 – ?) | Иван Червениванов (около 1855 – ?) | Иван Червениванов (около 1855 – ?) | Иван Червениванов (около 1855 – ?) |                                  |                                  |                                  |                                  |  |  |  |  |  |  |  |  |  |  |  |  |  |  |  |  |  |  |  |  |  |  |
|                    |                    |                    |                    |                                   |                                   |                                   |                                   |                                   |                                   |                   |                   |                   |                   |                      |                      |                      |                      |                      |                      |                   |                   |  |  |                                 |                                 |                                 |                                 |                                 |                                 |  |  |                               |                               |                               |                               |                               |                               |  |  |                          |                          |                          |                          |                          |                          |  |  |                     |                     |                     |                     |                                  |                                  |                                  |                                  |                                  |                                  |                     |                     |                     |                     |  |  |                              |                              |                              |                              |                                    |                                    |                                    |                                    |                                    |                                    |                                  |                                  |                                  |                                  |  |  |  |  |  |  |  |  |  |  |  |  |  |  |  |  |  |  |  |  |  |  |
| Любен Червениванов | Любен Червениванов | Любен Червениванов | Любен Червениванов | Любен Червениванов                | Любен Червениванов                |                                   |                                   | Карл Червениванов                 | Карл Червениванов                 | Карл Червениванов | Карл Червениванов | Карл Червениванов | Карл Червениванов |                      |                      | Кочо Червениванов    | Кочо Червениванов    | Кочо Червениванов    | Кочо Червениванов    | Кочо Червениванов | Кочо Червениванов |  |  | Асен Червениванов (1885 – 1977) | Асен Червениванов (1885 – 1977) | Асен Червениванов (1885 – 1977) | Асен Червениванов (1885 – 1977) | Асен Червениванов (1885 – 1977) | Асен Червениванов (1885 – 1977) |  |  | Катерина Станишева (1882 – ?) | Катерина Станишева (1882 – ?) | Катерина Станишева (1882 – ?) | Катерина Станишева (1882 – ?) | Катерина Станишева (1882 – ?) | Катерина Станишева (1882 – ?) |  |  | Крум Станишев (1881 – ?) | Крум Станишев (1881 – ?) | Крум Станишев (1881 – ?) | Крум Станишев (1881 – ?) | Крум Станишев (1881 – ?) | Крум Станишев (1881 – ?) |  |  | Рада Червениванова  | Рада Червениванова  | Рада Червениванова  | Рада Червениванова  | Рада Червениванова               | Рада Червениванова               |                                  |                                  | Мария Червениванова              | Мария Червениванова              | Мария Червениванова | Мария Червениванова | Мария Червениванова | Мария Червениванова |  |  | Гоце Червениванов (1878 – ?) | Гоце Червениванов (1878 – ?) | Гоце Червениванов (1878 – ?) | Гоце Червениванов (1878 – ?) | Гоце Червениванов (1878 – ?)       | Гоце Червениванов (1878 – ?)       |                                    |                                    | Костадин Червениванов (1889 – ?)   | Костадин Червениванов (1889 – ?)   | Костадин Червениванов (1889 – ?) | Костадин Червениванов (1889 – ?) | Костадин Червениванов (1889 – ?) | Костадин Червениванов (1889 – ?) |  |  |  |  |  |  |  |  |  |  |  |  |  |  |  |  |  |  |  |  |  |  |
| Любен Червениванов | Любен Червениванов | Любен Червениванов | Любен Червениванов | Любен Червениванов                | Любен Червениванов                |                                   |                                   | Карл Червениванов                 | Карл Червениванов                 | Карл Червениванов | Карл Червениванов | Карл Червениванов | Карл Червениванов |                      |                      | Кочо Червениванов    | Кочо Червениванов    | Кочо Червениванов    | Кочо Червениванов    | Кочо Червениванов | Кочо Червениванов |  |  | Асен Червениванов (1885 – 1977) | Асен Червениванов (1885 – 1977) | Асен Червениванов (1885 – 1977) | Асен Червениванов (1885 – 1977) | Асен Червениванов (1885 – 1977) | Асен Червениванов (1885 – 1977) |  |  | Катерина Станишева (1882 – ?) | Катерина Станишева (1882 – ?) | Катерина Станишева (1882 – ?) | Катерина Станишева (1882 – ?) | Катерина Станишева (1882 – ?) | Катерина Станишева (1882 – ?) |  |  | Крум Станишев (1881 – ?) | Крум Станишев (1881 – ?) | Крум Станишев (1881 – ?) | Крум Станишев (1881 – ?) | Крум Станишев (1881 – ?) | Крум Станишев (1881 – ?) |  |  | Рада Червениванова  | Рада Червениванова  | Рада Червениванова  | Рада Червениванова  | Рада Червениванова               | Рада Червениванова               |                                  |                                  | Мария Червениванова              | Мария Червениванова              | Мария Червениванова | Мария Червениванова | Мария Червениванова | Мария Червениванова |  |  | Гоце Червениванов (1878 – ?) | Гоце Червениванов (1878 – ?) | Гоце Червениванов (1878 – ?) | Гоце Червениванов (1878 – ?) | Гоце Червениванов (1878 – ?)       | Гоце Червениванов (1878 – ?)       |                                    |                                    | Костадин Червениванов (1889 – ?)   | Костадин Червениванов (1889 – ?)   | Костадин Червениванов (1889 – ?) | Костадин Червениванов (1889 – ?) | Костадин Червениванов (1889 – ?) | Костадин Червениванов (1889 – ?) |  |  |  |  |  |  |  |  |  |  |  |  |  |  |  |  |  |  |  |  |  |  |